# Glenn T. Seaborg
Glenn Theodore Seaborg, född 19 april 1912 i Ishpeming, Marquette County, Michigan, död 25 februari 1999 i Lafayette, Contra Costa County, Kalifornien, var en amerikansk kemist och kärnfysiker.

## Biografi
Seaborg studerade kemi vid UCLA (University of California, Los Angeles) samt i Berkeley. Han blev 1946 professor i kemi vid Berkeley-universitetet och ägnade sig där framför allt åt att undersöka olika grundämnens egenskaper. Han upptäckte därvid mer än 100 olika isotoper och kom att tillsammans med andra forskare isolera och identifiera de så kallade transuranerna, nämligen ämne nr 94 plutonium, 95 americium, 96 curium, 97 berkelium, 98 californium, 99 einsteinium, 100 fermium, 101 mendelevium och 102 nobelium.
Seaborg var också ordförande i USA:s atomenergikommission åren 1961–71. 
Tillsammans med fysikern Edwin McMillan tilldelades Seaborg 1951 Nobelpriset i kemi för sina upptäckter angående transuranernas kemi.

## Seaborgium
År 1997 gavs grundämnet 106 namnet seaborgium till hans ära. Grundämnet fick namnet då Seaborg ännu levde vilket var kontroversiellt.

## Utmärkelser och akademiledamotskap
Under sin livstid uppmärksammades Seaborg, förutom Nobelpriset, med ett tjugotal hedersdoktorat och hedersmedlemskap i Chemical Society i London.
Seaborg invaldes i The National Academy of Sciences 1954. Han blev 1949 utländsk ledamot av Kungliga Ingenjörsvetenskapsakademien och invaldes 1972 som utländsk ledamot av Kungliga Vetenskapsakademien. 
Asteroiden 4856 Seaborg är uppkallad efter honom.
- ACS-priset i kemi,  1947
- William H. Nichols Medal Award,  1948[5]
- Nobelpriset i kemi, med  Edwin McMillan,  1951[6][7]
- John Scott-medaljen,  1952[8]
- Föreläsning till Sillimans minne,  1956
- Centenary Prize från Royal Society of Chemistry,  1956
- Perkinmedaljen,  1957[9]
- Enrico Fermi-priset,  1959[10]
- Årets svenskamerikan, med  Ann-Margret,  1962[11]
- Franklinmedaljen,  1963
- Charles Lathrop Parsons Award,  1964[12]
- Washington Award,  1965[13]
- Willard Gibbs-priset,  1966[14]
- Hedersdoktor vid Universitetet i Miami,  27 januari 1967[15]
- American Institute of Chemists Gold Medal,  1973
- Hederslegionen,  1973
- Priestleymedaljen,  1979[16]
- Utländsk ledamot av Royal Society,  27 juni 1985[17]
- Clark Kerr Award,  1986
- Glenn T. Seaborg Medal,  1987[18]
- Vannevar Bush Award,  1988
- National Medal of Science,  1991
- Kungliga Nordstjärneorden,  1992
- George C. Pimentel Award in Chemical Education,  1994[19]
- Hedersdoktor vid Université Paris-Sud,  17 september 1996[20]
- National Inventors Hall of Fame,  2005
- Fellow of the Committee for Skeptical Inquiry
- Medlem av American Physical Society
- AAAS Fellow

[Redigera Wikidata]

## Familj
Glenn T. Seaborgs mor Selma Olivia Erickson kom från Sverige, liksom hans farföräldrar, och hans första språk i föräldrahemmet var svenska. Hans farfar hette Sjöberg innan han emigrerade.